# Пак Нам Чол (1985)
Пак Нам Чол (кор. 박남철, 朴南哲; народився 2 липня 1985; Пхеньян, КНДР) — північнокорейський футболіст, півзахисник клубу «25 квітня» та національної збірної Корейської Народно-Демократичної Республіки.

## Титули і досягнення
- Володар Кубка виклику АФК: 2012